# Portobello Road Market

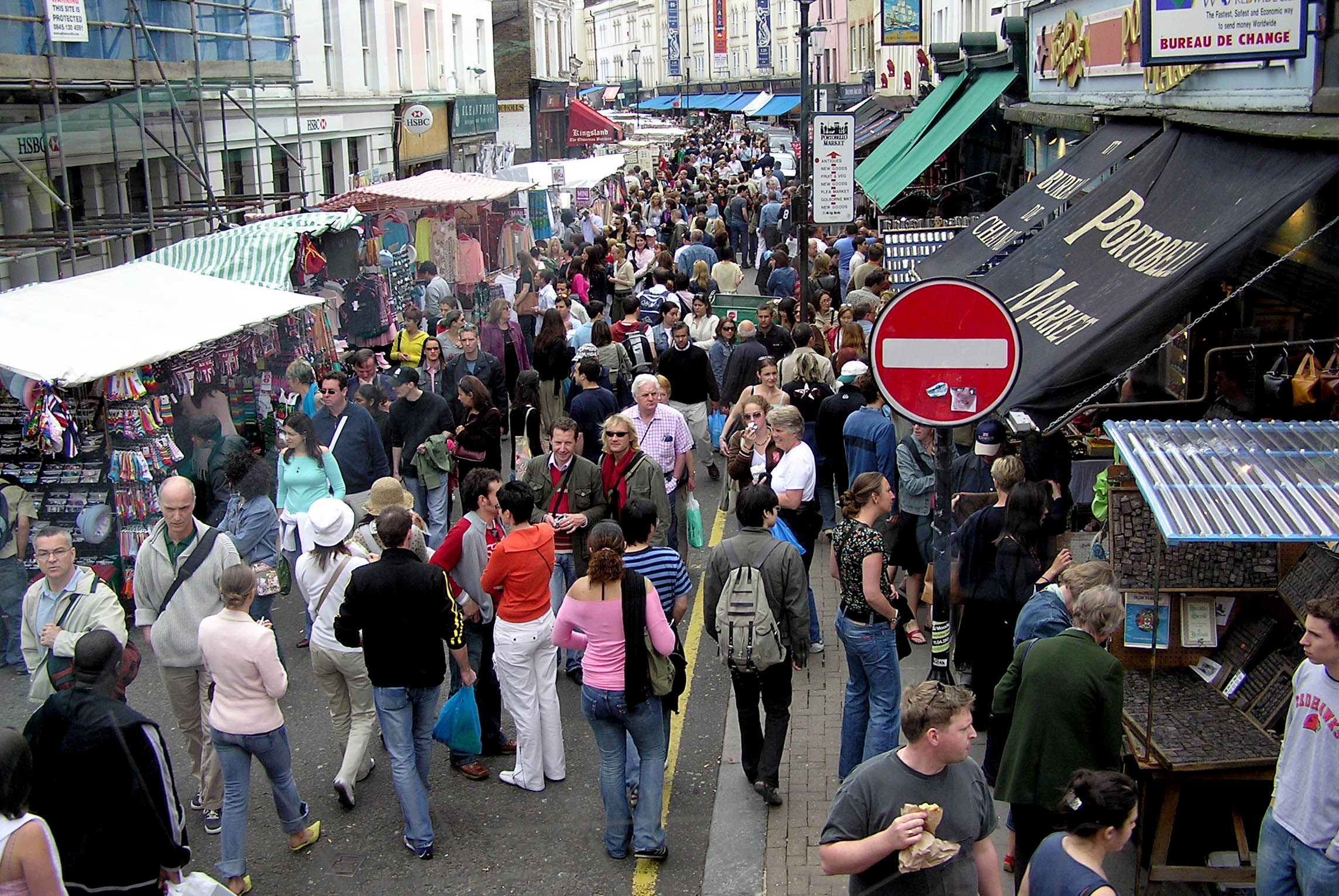
Portobello Road Market un sábado de junio de 2005.

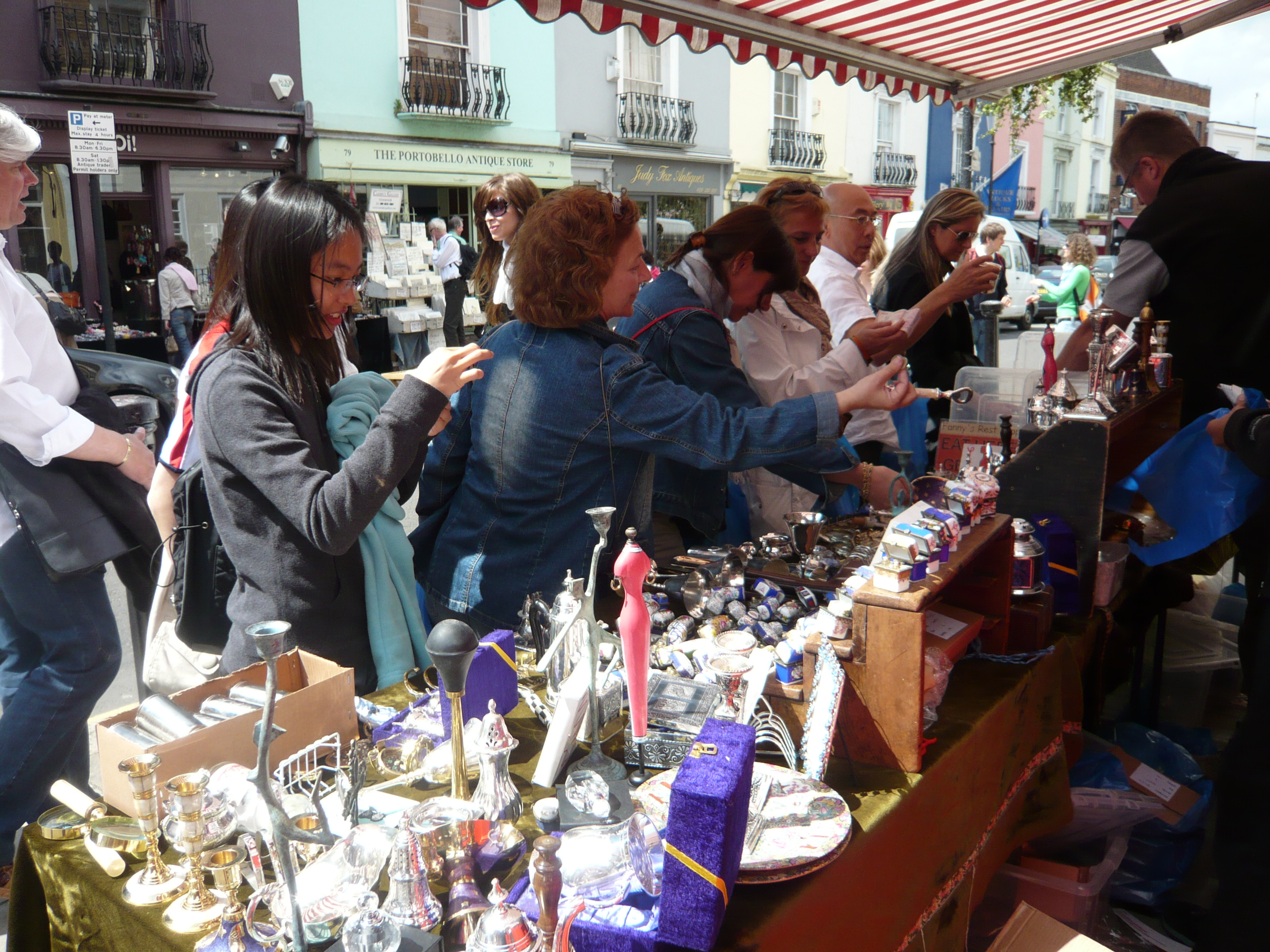
Un puesto vendiendo pequeñas baratijas plateadas.

Portobello Road Market es un mercado callejero en Portobello Road, en área Notting Hill en el municipio de Kensington y Chelsea de Londres, en Inglaterra. En la parte famosa a nivel mundial del mercado, se venden antigüedades y se realizan retratos de los turistas. El día principal del mercado es el sábado. No obstante, hay muchos puestos de frutas y verduras en el mercado, que venden a lo largo de la semana y suelen estar más al norte que las antigüedades. El mercado comenzó con la venta de comida fresca en el S XIX; los vendedores de antigüedades llegaron en la década de 1960.

## Portobello en la ficción
Hay una referencia al mercado en la película de Disney La bruja novata ambientada en los años 40. 
En la película Antes que termine el día. Samantha le compra a su novio Ian una chaqueta en Portobello por 10 libras. 